# Hibiscus urticifolium
Hibiscus urticifolium är en malvaväxtart som beskrevs av A. St.-hil. och Naud.. Hibiscus urticifolium ingår i Hibiskussläktet som ingår i familjen malvaväxter. Inga underarter finns listade i Catalogue of Life.